# Rabiosa
Singles par Shakira
Sale el Sol
(2011) Antes de la Seis
Singles par Pitbull
Give Me Everything
(2011) International Love
(2011)
Singles par El Cata
Loca
(2011)
Pistes de Sale el Sol
Mariposas
(7) Devoción
(9)
Rabiosa est une chanson de la chanteuse colombienne Shakira, en duo avec le rappeur dominicain El Cata pour la version espagnole et le rappeur américain Pitbull pour la version "anglaise" (mais plutôt "spanglish"). Elle est sortie en tant que 3e single de l'album Sale el Sol le 8 avril 2011.

## Clip vidéo
Le contexte est celui d'une boîte de nuit, Shakira y porte une perruque brune coupée au carré. Dans certaines scènes du clip, Shakira, en sous-vêtements avec ses cheveux blonds, effectue des mouvements de lap dance sur une barre. Pitbull ne figure pas dans la première version du clip, mais une seconde vidéo, sortie un peu plus tard, est cette fois agrémentée d'apparitions du rappeur. Tout comme pour Loca, aucun clip n'a été tourné pour la version espagnole (avec El Cata).
Tout comme Loca, c'est la réadaptation d'une chanson d'El Cata.

## Liste des pistes
Téléchargement digital
1. "Rabiosa" avec Pitbull — 2:50

 Allemagne CD single
1. "Rabiosa" avec Pitbull — 2:50
2. "Rabiosa" avec Pitbull (C Berg Remix) — 4:00

Rabiosa (Juan Magan Remix) digital single
1. "Rabiosa" featuring El Cata (Juan Magan Remix) - 3:12

Remixes téléchargement digital
1. "Rabiosa" avec El Cata - 2:50
2. "Rabiosa" avec Pitbull - 2:50
3. "Rabiosa" avec Pitbull (C Berg Remix) - 3:57
4. "Rabiosa" avec Pitbull (7th Heaven Radio Edit) - 3:34
5. "Rabiosa" avec Pitbull (7th Heaven Club Edit) - 7:19
6. "Rabiosa" avec Pitbull (The Crew Remix) - 3:48
7. "Rabiosa" avec Pitbull (Club Junkies Radio Remix) - 3:27
8. "Rabiosa" avec Pitbull (Club Junkies Club Remix) - 6:28
9. "Rabiosa" avec Pitbull (Sensei Electro Dubstep Remix) - 3:25
10. "Rabiosa" avec El Cata (C Berg Remix) - 3:57
11. "Rabiosa" avec El Cata (7th Heaven Radio Edit) - 3:36
12. "Rabiosa" avec El Cata (7th Heaven Club Edit) - 7:17
13. "Rabiosa" avec El Cata (The Crew Remix) - 3:48
14. "Rabiosa" avec El Cata (Club Junkies Radio Remix) - 3:28
15. "Rabiosa" avec El Cata (Club Junkies Club Remix) - 6:28
16. "Rabiosa" avec El Cata (Sensei Electro Dubstep Remix) - 3:26

## Classements et certifications
| Classement (2010-2011)                      | Meilleure position |
| ------------------------------------------- | ------------------ |
| Allemagne                                   | 26                 |
| Autriche (Ö3 Austria Top 40)                | 6                  |
| Belgique (Flandre Ultratop 50 Singles)      | 5                  |
| Belgique (Wallonie Ultratop 50 Singles)     | 5                  |
| Brésil (Hot 100)                            | 6                  |
| Canada                                      | 38                 |
| République tchèque                          | 10                 |
| Danemark (Tracklisten)                      | 9                  |
| France (SNEP)                               | 6                  |
| Grèce (Airplay Chart)                       | 1                  |
| Hongrie (Rádiós Top 40)                     | 40                 |
| Italie (FIMI)                               | 6                  |
| Mexique                                     | 1                  |
| Pays-Bas (Nederlandse Top 40)               | 46                 |
| Pologne (Airplay Chart)                     | 3                  |
| Pologne (Dance Top 50)                      | 4                  |
| Portugal (Nielsen)                          | 1                  |
| Roumanie (UPFR)                             | 83                 |
| Slovaquie (IFPI Rádio)                      | 12                 |
| Espagne (PROMUSICAE)                        | 1                  |
| Suède (Sverigetopplistan)                   | 48                 |
| Suisse (Schweizer Hitparade)                | 3                  |
| États-Unis (Bubbling Under Hot 100 Singles) | 10                 |
| États-Unis (Billboard Latin Pop Songs)      | 8                  |
| États-Unis (Billboard Latin Songs)          | 8                  |
| États-Unis (Billboard Tropical Songs)       | 13                 |

| Classement (2011)                  | Position |
| ---------------------------------- | -------- |
| Belgique (Flandre)                 | 38       |
| Belgique (Wallonie)                | 36       |
| France SNEP                        | 30       |
| France Classement single           | 28       |
| Grèce Classement Airplay           | 39       |
| Pologne Polish Dance Singles Chart | 16       |
| Espagne Classement single          | 4        |
| Suisse Classement single           | 45       |
| États-Unis US Latin Songs          | 27       |
| États-Unis Latin Pop Songs         | 17       |

| Pays     | Organisme  | Certification |
| -------- | ---------- | ------------- |
| Belgique | Ultratop   | Or            |
| Italie   | FIMI       | Platine       |
| Espagne  | PROMUSICAE | Platine       |
| Suisse   | IFPI       | Or            |

## Historique de sortie
| Pays      | Date          | Format         | Label                    |
| --------- | ------------- | -------------- | ------------------------ |
| Monde     | 8 avril 2011  | Téléchargement | Sony Music Entertainment |
| Brésil    | 11 avril 2011 | Téléchargement | Sony Music Entertainment |
| Allemagne | 3 juin 2011   | CD single      | Sony Music Entertainment |
| France    | 27 juin 2011  | CD single      | Sony Music Entertainment |